# 독도폭격사건
독도폭격사건(獨島爆擊事件)은 미국 공군 폭격대가 독도를 폭격한 사건이다. 1948년과 1952년 두 차례 있었다.
대일강화조약 이후 미국은 독도를 폭격연습장으로 이용했는데, 이 사실을 울릉군 주민들에게 전혀 알리지 않았다.
1948년 6월 8일 B-29 슈퍼포트리스 9대가 독도 근해에 4차례 폭탄을 투하하고 기총소사를 실시했다. 이 때 독도 주변에는 동력선 30여 척이 조업 중이었고, 당시 보도에는 어부 16명이 즉사한 것으로 알려졌다. 이후 생존자는 150명 (배 한척에 5-8명으로 계산) 정도가 숨졌다고 주장했다.
1952년 9월 15일 폭격 때도 한국 어민 23명이 조업 중이었는데, 일본 시마네현 어민들에게만 경고가 내려지고 한국인 어민들에게는 전달되지 않았다. 이 때는 인명피해는 없었다. 당시 한국 외무부는 11월 10일 주한미국대사관에 폭격에 대해 항의하였다.
미군은 1차 폭격연습의 사망자들에게 소정의 배상을 완료했다고 발표했으나 상세한 진상은 공개하지 않았다.